# Миннигероде, Людвиг
Людвиг Миннигероде (нем. Ludwig Minnigerode; 12 апреля 1847, Стрый, ныне Украина — 1930, Зальцбург) — австрийский художник.

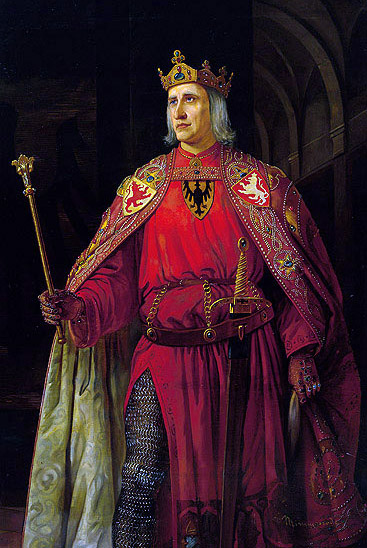
Людвиг Миннигероде. Рудольф I

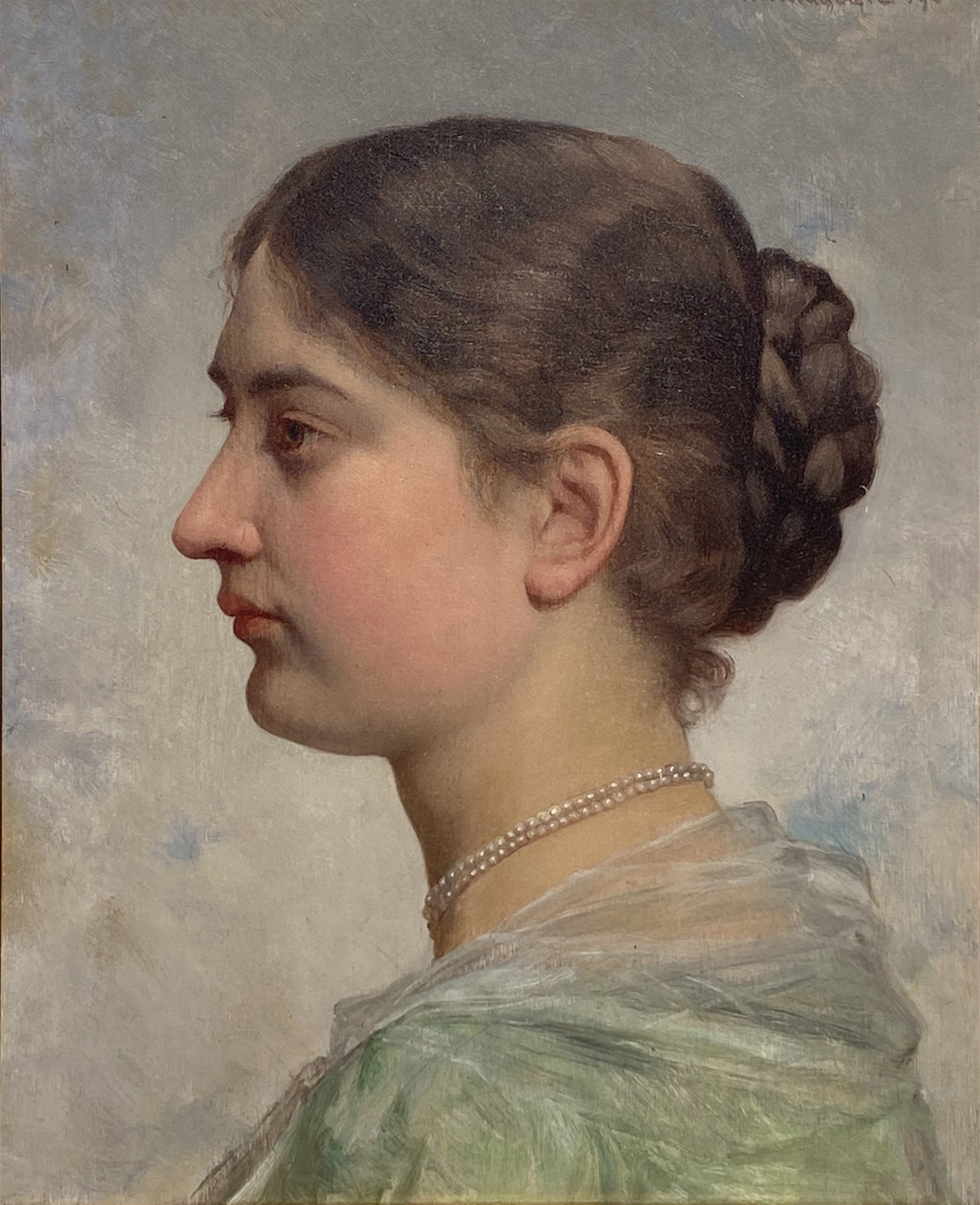
Людвиг Миннигероде. Портрет молодой женщины, 1890

Учился у Эдуарда фон Энгерта. Представитель жанровой и портретной живописи. На протяжении многих лет работал в Университете прикладных искусств («Angewand») в Вене, где преподавал живопись Густаву Климту, Мари Арнсбург , Карлу Мартину Шаде, Алоису Хенишу и Альфреду Базелю.
Людвиг Миннигероде был превосходным художником-портретистом, со слов  Густава Климта, он вдохновил его своим творчеством и научил рисовать безупречные портреты.
В 1873 году королева Великобритании Виктория заказала портрет Елизаветы Баварской (императрица Австрии) как свидетельство визита прекрасной императрицы в Великобританию. «Ни одна из ее фотографий не воздает ей должное и не создаёт представление о ней».
Император Франц Иосиф I попросил Людвига Миннигероде сделать копию с уже существовавшего портрета Елизаветы художника Франца Ксавера Винтерхальтера, и впоследствии выполненная копия даже превзошла оригинал. Портрет был подарен Королеве Виктории от императора Франца Иосифа на Рождество 1874 года и сейчас находится в Королевской коллекции.
После 1918 года Людвиг Миннигероде провел последние годы своей жизни в  Зальцбурге. Он оставил не очень большое творческое наследие его произведений, находящихся во многих европейских музеях и частных коллекциях.